# Universidad (Zaragoza)
Universidad es un distrito de la ciudad de Zaragoza (España). Se encuentra dividido en los barrios de Romareda y Universidad, limitando con los distritos de Torrero-La Paz, Centro, San José, Delicias, Oliver-Valdefierro y Barrios Rurales Oeste.
Está regido por una Junta Municipal.

## Reseña
En este distrito se encuentra el campus universitario de San Francisco, el campo de fútbol de La Romareda, el Auditorio de Zaragoza, el Hospital Universitario Miguel Servet, el Hospital Clínico Universitario Lozano Blesa, la Cámara de Comercio e Industria de Zaragoza, el Centro Comercial Aragonia y el Parque Grande José Antonio Labordeta.
El barrio de La Romareda se considera un barrio de residencias, que tuvo su origen en viviendas de promoción oficial situadas en el área junto al hospital Miguel Servet y el Parque Grande. Tiene una gran dotación de servicios, como son la Universidad, el Auditorio, el campo de fútbol, el Hospital, centros comerciales, el antiguo Seminario, la escuela municipal de música, teatro y danza y la Escuela Oficial de idiomas. El barrio, en general, se configura en torno a amplios jardines y zonas verdes, andadores, zonas de aparcamiento y está formado por edificios extensos. Aunque en sus orígenes estaba situado alejado del centro de la ciudad, gracias a la ampliación de Zaragoza y a la considerable mejora de los transportes públicos, se encuentra en un punto estratégico de la ciudad, constituyendo un centro cultural y estudiantil. Limita al sur con vía Hispanidad, al oeste con la avenida de la Gómez Laguna y al este con el paseo de Isabel la Católica.

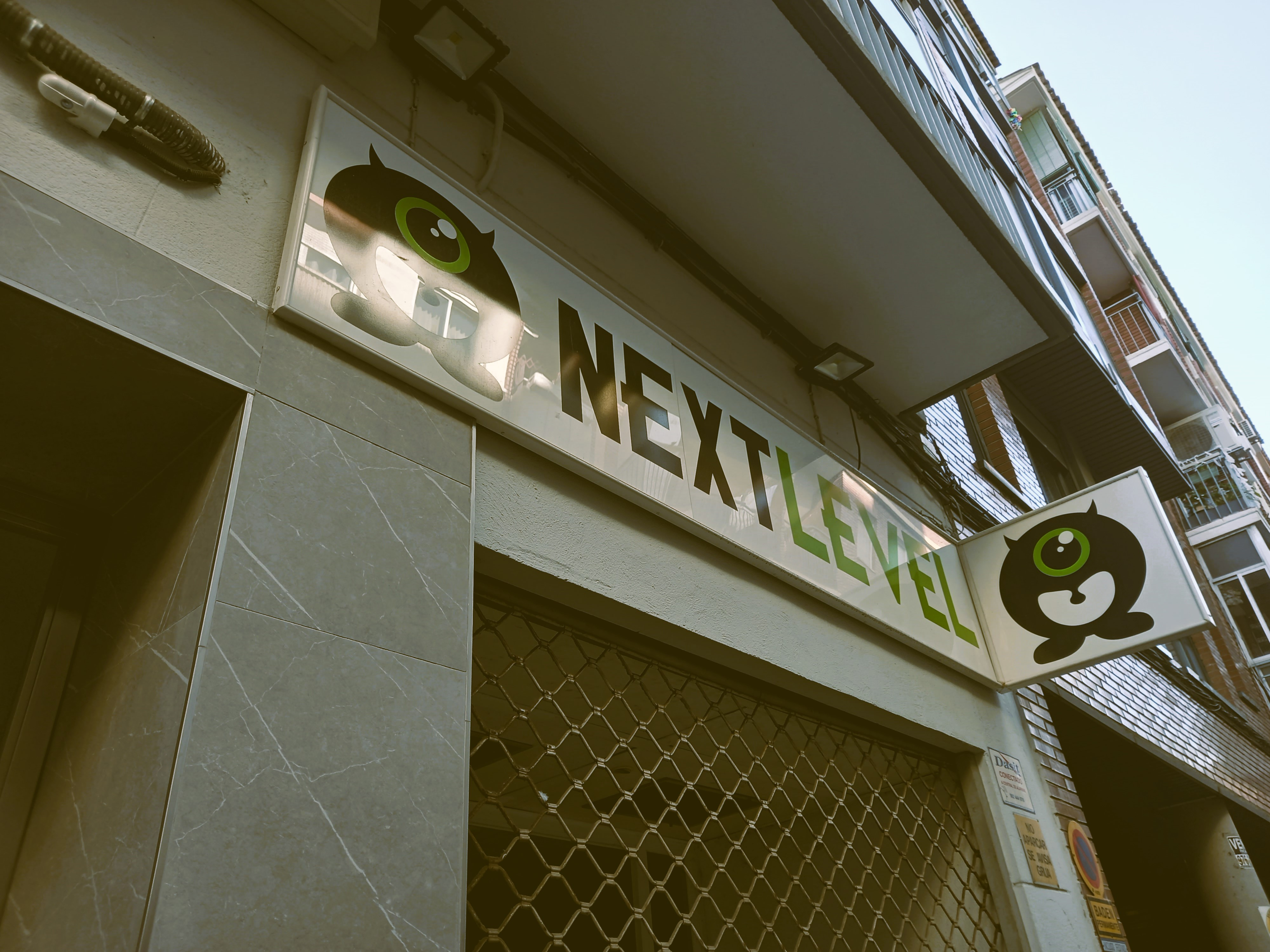
CiberCafé Next Level.

Entre los años 2004 al 2008, en este distrito estuvo el cibercafé más grande de Aragón: BBigg. Qué tuvo como peculiaridades: un espacio de más de 600 metros cuadrados, tres salas, 119 ordenadores en red y una línea diez veces más rápida que el ADSL. El 30 de septiembre de 2023 cerró sus puertas el último cibercafé de la ciudad: NextLevel.
El 1 de enero de 2020, cerró el quiosco más antiguo de la ciudad; el quiosco Vidal que estaba abierto desde hacía 53 años en la plaza San Francisco. El 30 de junio de 2025, cerró 

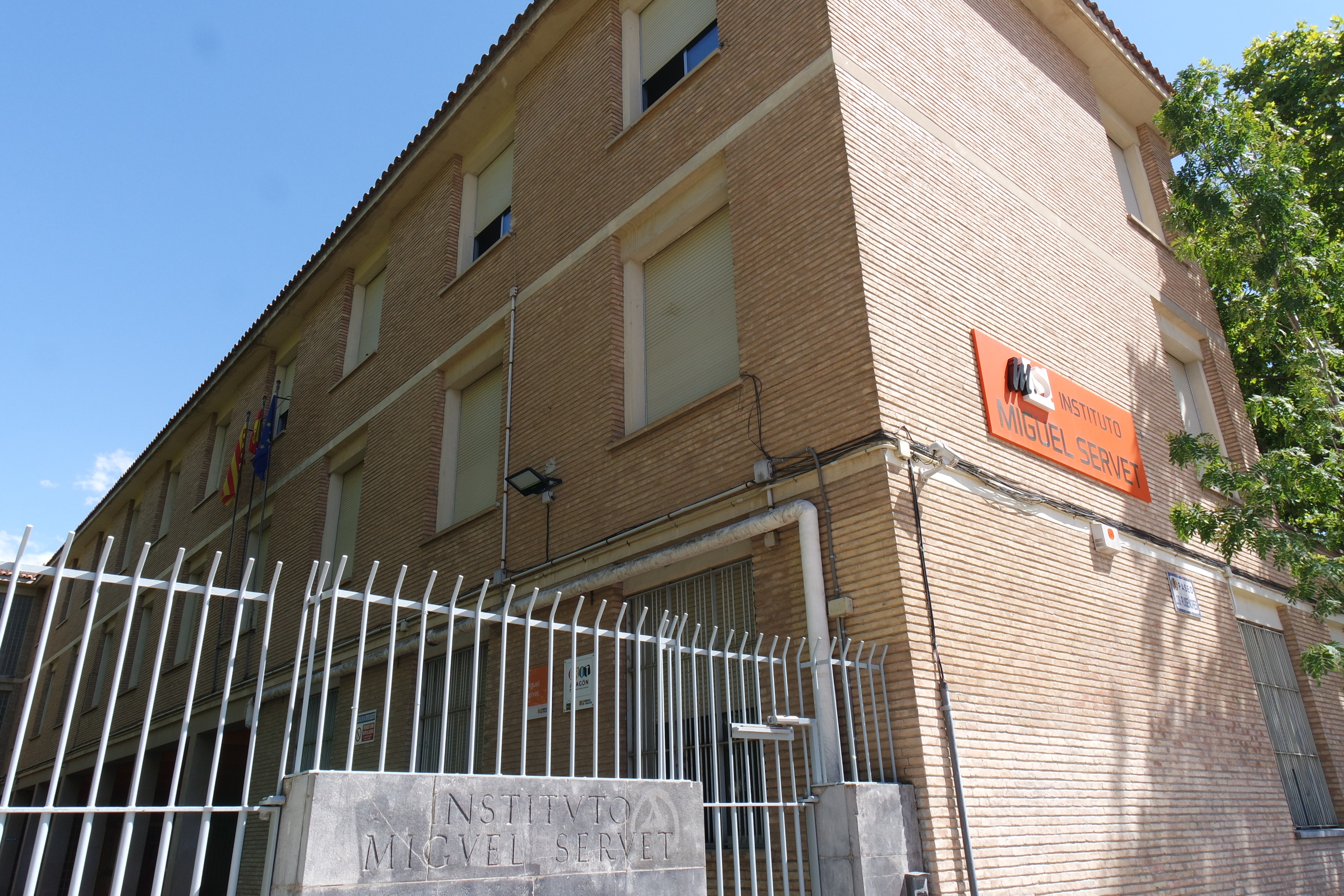
IES Miguel Servet.

El IES Miguel Servet —el edificio que se encuentra en el paseo de Ruiseñores 49,51 se estrenó en el curso 1964-1965— fue el parte de los sets de rodaje de la laureada película Las niñas de la directora zaragozana Pilar Palomero.

### Ciudad Universitaria
Al comienzo del Ensanche, muy cerca de las Casas Baratas y al lado de la antigua carretera de Valencia, se empezó a construir la Ciudad Universitaria, según un proyecto de trazado y urbanización realizado por José Beltrán y Regino Borobio en 1934. El resultado fue un conjunto homogéneo que supo armonizar los elementos racionalistas con la arquitectura local.
Con una superficie de 39,5 hectáreas, el campus comprende las facultades de Ciencias, Derecho, Filosofía y Letras, Medicina, escuelas universitarias de Enseñanza General Básica, Estudios Sociales y Ciencias de la Salud, además de otros edificios e instalaciones no específicamente docentes.
Otros edificios previstos, que no se llegaron a hacerse entonces, eran un hospital para epidémicos y la Casa de Gobierno.
De aquel proyecto inicial de Beltrán y Borobio se realizaron las facultades de Derecho y Filosofía, entre 1935 y 1943, pero pronto fueron sobrepasadas por el número de alumnos, que entonces se calculó en torno a cuatrocientos por facultad.
Por ese motivo se ampliaron las Facultades de Derecho y Filosofía y Letras. En el primer caso, se añadió un pabellón proyectado por los mismos arquitectos en el año 1970. En el segundo caso, ha habido dos ampliaciones. En 1967, en proyecto de los mismos arquitectos, se levantaron dos plantas y Sirio Sierra diseño otro pabellón, que se hizo en 1977.
La facultad de Ciencias se construyó con un nuevo proyecto, también de Beltrán y Borobio, en 1966. Tanto los materiales empleados como el estilo arquitectónico se adaptan a los construidos con anterioridad.
Entre finales de la década de los sesenta y comienzos de los setenta, se hicieron los edificios de Interfacultades, Rectorado y el Instituto de Ciencias de la Educación.
Las facultades de Medicina, Matemáticas y el Hospital Clínico se levantaron entre 1974 y 1979. Los Colegios Mayores Pedro Cerbuna y Santa Isabel, también en el campus, se hicieron en 1951 y 1972 respectivamente.
Ya en 1978, la falta de espacio en el campus aconsejaba la creación de una nueva Ciudad Universitaria y el sitio elegido fue el Actur, donde entonces se hizo la Escuela Técnica Superior de Ingenieros Industriales. El Campus Universitario encierra una colección de arte estimable, en la que predomina la pintura y especialmente el retrato. El lienzo más antiguo que se conserva es un retrato de Carlos V del siglo XVII y de autor desconocido. Hasta 1822 estuvo en el Paraninfo de la antigua Universidad y con posteridad fue trasladado a la sala del Teatro Mayor. Otros retratos a destacar son los de Pío Laborda, de mediados del siglo XIX, pintado por Bernardino Montañes y el que fue su discípulo Eduardo López del Plano hizo a Mariano Gil y Alcayde. Especialmente interesantes la colección de tapices de la Facultad de Derecho. Cuatro son de Bruselas, datados en el siglo XVI y otros tantos proceden de Audenarde de los siglos XVI y XVIII.
El Campus cuenta también con sus propias instalaciones deportivas, reservadas a la comunidad universitaria. Entre ellas, el pabellón polideportivo, gimnasio y diversas pistas.
El 3 de febrero de 2014, la nueva Facultad de Educación —que llegó a estar más de medio año con las obras paralizadas por falta de financiación— recibió a sus primeros 400 alumnos.
El 14 de febrero de 2019, comenzaron las obras de demolición y construcción de la nueva Facultad de Filosofía y Letras.
El 14 de septiembre de 2020 comenzó el curso universitario más atípico en décadas, más de 30.000 alumnos se reincorporaron a las aulas (...) El 25 de octubre del año siguiente, las Consejerías de Sanidad y Universidad del Gobierno de Aragón acordaron con representantes de los dos campus integrantes del sistema universitario aragonés, la recuperación de la presencialidad total en las aulas.

### La Romareda
El campo de fútbol, construido en 1957, tomó el nombre de la acequia que nace del Canal y pasaba por la Casa Grande, atravesaba por un sifón el Huerva por Isabel la Católica y, cerca de la Feria de Muestra, se bifurcaba en dos ramales: uno iba a desaguar al Huerva bajo la Gran Vía y otro hasta la Facultad de Medicina, por Doctor Cerrada. La idea de construir un nuevo campo de fútbol que sustituyera al de Torrero fue propuesta en 1941 por el entonces alcalde, Francisco Caballero. Hubo que esperar hasta 1954 fecha en que la venta del campo de Torrero, adquirido por el municipio en 1951, permitió la construcción de un nuevo estadio. El estadio costó 21,5 millones de pesetas y lo construyó Agromán. El proyecto era de Francisco Riestra y lo ejecutó José Beltrán.

### Otros lugares de interés

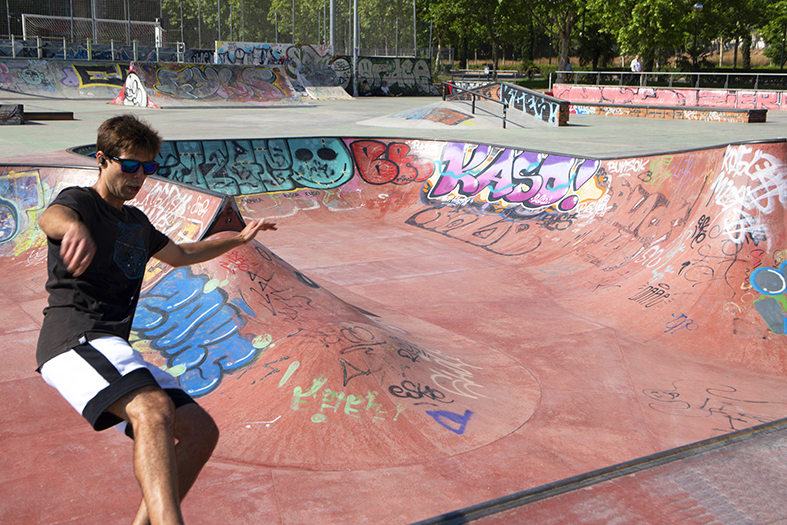

El 3 de julio de 2017, se inauguró la reforma de un espacio referencia del deporte en Aragón, el skate park de Vía Hispanidad, que dos años después pasaría a llamarse Ignacio Echeverría.

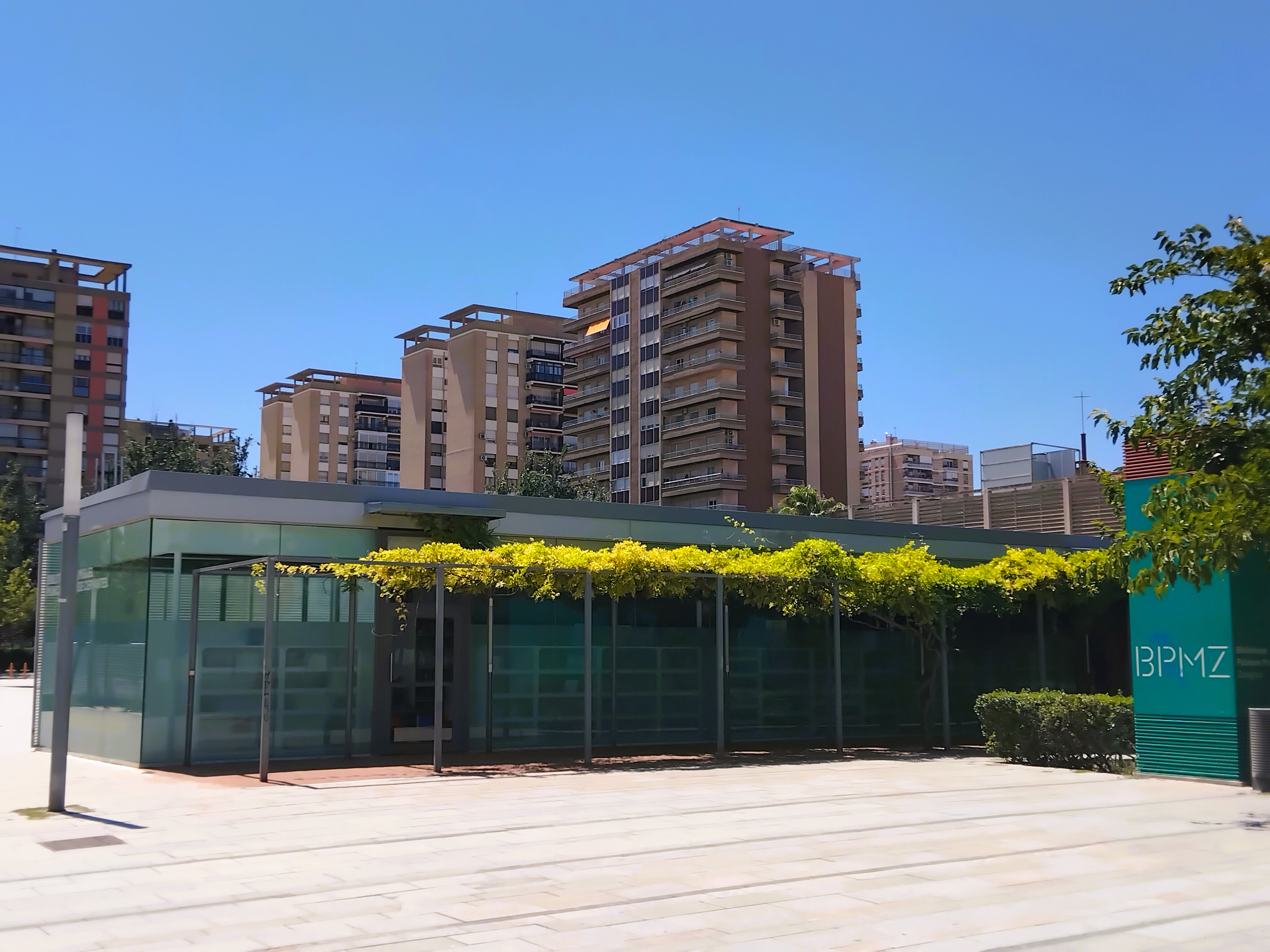

## Galería
|                                       |
| Parque Grande José Antonio Labordeta. |

|                       |
| Quiosco de la música. |

|                                                                    |
| Monumento a la Exposición Hispano-Francesa de 1908 de Miguel Oslé. |

|                         |
| Hospital Miguel Servet. |

|                                        |
| Torre de la antigua Feria de Muestras. |

|                        |
| Auditorio de Zaragoza. |

|                                            |
| Colegio Mayor Universitario Pedro Cerbuna. |

|                                        |
| Pintura mural de Gustavo Chávez Pavón. |

|                                   |
| Monumento a Fernando el Católico. |

|                                                          |
| Homenaje a las personas mayores de José Antonio Barrios. |

|  |
|  |

|                                 |
| Mujer Corriendo de Ricard Sala. |

|                                                        |
| Pabellón Multiusos Alfonso Soláns Serrano (2000-2016). |

|                                      |
| Oficinas y tienda del Real Zaragoza. |

|                            |
| Monumento al Mundial 1982. |

|                                  |
| Palacio de Deportes de Zaragoza. |

|                        |
| Convento de Jerusalén. |

|                                  |
| Iglesia de San Antonio de Padua. |

|                    |
| Clínica del Pilar. |

|                                      |
| Colegio Nuestra Señora de la Merced. |

|                |
| Estación Goya. |

|                                |
| Hospital Clínico Lozano Blesa. |

|                          |
| Torre de comunicaciones. |

|                            |
| Centro Comercial Aragonia. |

|                        |
| Hotel Reina Petronila. |

|               |
| El Seminario. |

|  |
|  |

|                                                          |
| Canal Imperial de Aragón en la calle Marceliano Álvarez. |

|                                        |
| Edificio en la avenida Gómez Laguna 1. |

|                               |
| Mural de la serie La Máscara. |